# 千葉明徳中学校・高等学校
千葉明徳中学校・高等学校（ちばめいとくちゅうがっこう・こうとうがっこう）は、千葉県千葉市中央区南生実町にある私立中学校・高等学校。設置者は学校法人千葉明徳学園。高等学校では中学校から入学した内部進学生と高等学校から入学した外部進学生とは3年間別クラスになる。

## 設置学科
- 中学校
- 高等学校(全日制課程)
  - 中高一貫コース
  - 特別進学コース
  - 進学コース(HS:ハイレベル進学クラス/S:進学クラス)
  - アスリート進学コース

## 沿革
- 1925年 - 千葉淑徳高等女学校として開校 (千葉市登戸町3丁目)。
- 1947年 - 学制改革により、新制の千葉明徳中学校を設置。
- 1948年 - 新制の千葉明徳高等学校を設置。
- 1963年 - 男子部を開設。
- 1964年 - 現在地に全校移転。
- 1972年 - 千葉明徳中学校休校[2]。
- 1974年 - 完全男女共学化。
- 1990年 - オーストラリア・クイーンズランド州立高校 と姉妹校提携。
- 1990年 - アメリカ・コネチカット州立高校と姉妹提携。
- 2005年 - コース制（特別進学コース、総合進学コース、スポーツ科学コース）導入。
- 2011年 - 休校中であった千葉明徳中学校を開校し[3]中高一貫教育を開始する。
- 2014年 - コースを、中高一貫コース、特別進学コース、進学コース、アスリート進学コースとする。

　高等学校は当初女子校であったが、1963年に男子部を開設し、1974年に共学となった。当初は高等学校は女子高として設立されたため男子生徒を入学させるようになっても別学が10年以上続いた。

## 部活動
| - ラグビー部 - 水泳部 - 硬式テニス部 - ダンス部 - 剣道部 - バドミントン部 - ソフトテニス部 - サッカー部 - 女子サッカー部 - バスケットボール部 - 山岳部 - 硬式野球部 - チアリーディング部 - ハンドボール部 - バレーボール部 - 卓球部 - 柔道部 - 陸上競技部 | - 美術部 - 理科部 - 書道部 - 軽音楽部 - 囲碁部 - 合唱部 - 演劇部 - 文芸部 - 将棋部 - 天文部 - 写真部 - 吹奏楽部 - 華道部 - 茶道部 - 漫画倶楽部 - ESS（英語） - かるた - 歴史社会 - 先端IT研究開発部 |

## アクセス
- 京成千原線学園前駅より徒歩約1分

本校には1993年（平成5年）頃まで10台以上のスクールバスが運行されており、JR蘇我駅から生徒の輸送、国内の修学旅行に利用されていた。しかし1992年（平成4年）に千葉急行電鉄千葉急行線（現在の京成千原線）の開通により、学園前駅が開業したことによって通学の便にバスの必要性が低くなり、スクールバスはその後すべて廃止されている。学園前駅という名称は、千葉明徳とは関係がない。詳しくは、学園前駅 (千葉県)を参照。
- JR外房線鎌取駅より小湊バスにて「北生実」下車徒歩約3分
- JR内房線・京葉線蘇我駅より小湊バスにて終点下車

## 著名な関係者

### 卒業生
- 鈴木康平（東京ヤクルトスワローズ）
- 宍倉邦枝（元バレーボール選手、メキシコ五輪代表）
- 仲村京雅（プロサッカー選手）
- 佐久間太一（プロサッカー選手）
- 簔口祐介（元プロサッカー選手）
- 沢田泰司（元X JAPANベーシスト）
- 安田彩乃（女子プロゴルファー）
- 荻原虎太郎（競泳選手、東京パラリンピック代表）

## 作品との関わり
- SKE48「卒業式の忘れもの」（2011年発売のシングル「バンザイVenus」）のミュージックビデオ